# Krezol
A krezolok a fenolok közé tartozó szerves vegyületek. Benzolgyűrűt tartalmaznak a gyűrűjükhöz egy metil- és egy hidroxilcsoport kapcsolódik. Három izomer lehetséges, ezek neve orto-krezol (vagy rövidebben o-krezol), a meta-krezol (vagy m-krezol) illetve a para-krezol (vagy p-krezol) (szerkezetüket lásd a táblázatban). Közülük a m-izomer szobahőmérsékleten színtelen folyadék, a másik két izomer szilárd. Kellemetlen szagú vegyületek, szaguk a fenoléra emlékeztet. Vízben rosszul, de szerves oldószerekben, például etanolban, dietil-éterben, kloroformban jól oldódnak. A természetben a kőszénkátrányban találhatók meg. Főként fertőtlenítőszerek készítéséhez használják a krezolokat.

## Kémiai tulajdonságaik
A fenolok általános kémiai tulajdonságait mutatják. Gyenge savak, még gyengébbek, mint a fenol. Lúgoldatokban savjellegük miatt jól oldódnak. Oxidációra érzékenyek, levegőn oxidálódnak. Ekkor először megsárgulnak, majd színük barnás lesz. Hajlamosak szubsztitúciós reakciókra.

## Előfordulásuk, előállításuk
A krezolok a természetben a kőszénkátrányban találhatók meg, ebből is nyerik őket. Azonban a három izomer egymástól nagyon nehezen választható el például frakcionált desztillációval, mert a forráspontjuk nagyon közel esik. Emiatt nagyon gyakran a három izomer keveréke, az úgynevezett trikrezol kerül forgalomba.

## Felhasználásuk
A krezolokat főként fertőtlenítőszerként alkalmazzák, mert kevésbé toxikusak, mint a fenol, ugyanakkor erősebb antiszeptikus hatásúak. Krezolokat tartalmazó fertőtlenítőszer például Lysol. Felhasználják trikrezil-foszfát gyártására is, ami a műanyagiparban lágyítószerként szolgál.

## A krezolok
| A krezol izomerjei                                                                           | A krezol izomerjei                     | A krezol izomerjei                       | A krezol izomerjei                     |
| -------------------------------------------------------------------------------------------- | -------------------------------------- | ---------------------------------------- | -------------------------------------- |
| Szerkezeti képlet                                                                            |                                        |                                          |                                        |
| 3D modell                                                                                    |                                        |                                          |                                        |
| Általános                                                                                    |                                        |                                          |                                        |
| Elterjedt név                                                                                | o-krezol                               | m-krezol                                 | p-krezol                               |
| Szabályos név                                                                                | 2-metilfenol                           | 3-metilfenol                             | 4-metilfenol                           |
| Más név                                                                                      | orto-krezol                            | meta-krezol                              | para-krezol                            |
| Kémiai képlet                                                                                | C7H8O                                  | C7H8O                                    | C7H8O                                  |
| SMILES                                                                                       | Oc1c(C)cccc1                           | Oc1cc(C)ccc1                             | Oc1ccc(C)cc1                           |
| Moláris tömeg                                                                                | 108,14 g/mol                           | 108,14 g/mol                             | 108,14 g/mol                           |
| Megjelenés (szobahőmérsékleten és normál nyomáson)                                           | színtelen vagy sárgás színű kristályok | színtelen vagy sárgás olajszerű folyadék | színtelen vagy sárgás színű kristályok |
| CAS szám                                                                                     | [95-48-7]                              | [108-39-4]                               | [106-44-5]                             |
| CAS szám                                                                                     | krezolok keveréke: [1319-77-3]         |                                          |                                        |
| Tulajdonságok                                                                                |                                        |                                          |                                        |
| Sűrűség                                                                                      | 1,05 g/cm³                             | 1,03 g/cm³                               | 1,03 g/cm³                             |
| Oldhatóság vízben                                                                            | 26 g/l (25 °C)                         | 31 g/l (20 °C)                           | 20 g/l (20 °C)                         |
| Olvadáspont                                                                                  | 31 °C                                  | 10,9 °C                                  | 34,8 °C                                |
| Forráspont                                                                                   | 191 °C                                 | 203 °C                                   | 202 °C                                 |
| Savasság (pKs)                                                                               | 10,28                                  | 10,08                                    | 10,19                                  |
| Veszélyek                                                                                    |                                        |                                          |                                        |
| EU osztályozás                                                                               | Mérgező (T)                            | Mérgező (T)                              | Mérgező (T)                            |
| Lobbanáspont                                                                                 | 81 °C                                  | 86 °C                                    | 86 °C                                  |
| R-mondatok                                                                                   | R24/25, S34                            | R24/25, S34                              | R24/25, S34                            |
| S-mondatok                                                                                   | (S1/2), S36/37/39, S45                 | (S1/2), S36/37/39, S45                   | (S1/2), S36/37/39, S45                 |
| Rokon vegyületek                                                                             |                                        |                                          |                                        |
| Rokon fenolok                                                                                | fenol, xilenolok                       | fenol, xilenolok                         | fenol, xilenolok                       |
| Ha másként nem jelöljük, az adatok az anyag standardállapotára vonatkoznak. (25 °C, 100 kPa) |                                        |                                          |                                        |